# Quốc lộ 3B
Quốc lộ 3B là tuyến đường nối giữa ba tỉnh Lạng Sơn – Bắc Kạn – Tuyên Quang.

## Lộ trình
Quốc lộ 3B có chiều dài hơn 200 km, điểm đầu tại cửa khẩu Pò Mã giáp biên giới với Trung Quốc và điểm cuối giao với Quốc lộ 2 tại Tuyên Quang.
Quốc lộ 3B trước đây (2005) là tuyến đường tỉnh 256 cũ. Hiện nay (2016), quốc lộ 3B đã được kéo dài thêm theo trục đường Nguyễn Văn Tố – Đường tỉnh 257 – Đường tỉnh 254 – Đường tỉnh 255 nối sang Tuyên Quang tại đèo Kéo Mác và được nâng cấp thành đường cấp IV miền núi.
Quốc lộ 3B giao với Quốc lộ 279 tại xã Sơn Thành của huyện Na Rì và giao với Quốc lộ 4A tại thị trấn Thất Khê của huyện Tràng Định. Giao với Quốc lộ 3 tại phường Xuất Hóa và phường Phùng Chí Kiên, thành phố Bắc Kạn. Giao với đường tỉnh 257B tại Phương Viên. Giao với đường tỉnh 254 tại thị trấn Bằng Lũng, huyện Chợ Đồn, tỉnh Bắc Kạn. Giao với Quốc lộ 2C tại thành phố Tuyên Quang.

## Quốc lộ 3C
Ngày 1 tháng 11 năm 2016, Bộ Giao thông vận tải ban hành Quyết định số 3414/QĐ-BGTVT về việc chuyển tuyến đường tỉnh 254 tỉnh Bắc Kạn dài 70 km với tuyến đường tỉnh 268 tỉnh Thái Nguyên dài 35 km thành Quốc lộ 3C.
- Đoạn địa phận tỉnh Thái Nguyên là 35 km (điểm đầu từ ngã ba Ba Mốt (Km 100[2] và Km 31[3] Quốc lộ 3 cũ) qua huyện Định Hóa đến điểm cuối tại đỉnh dèo So giáp huyện Chợ Đồn, tỉnh Bắc Kạn).